# Albert Brahms

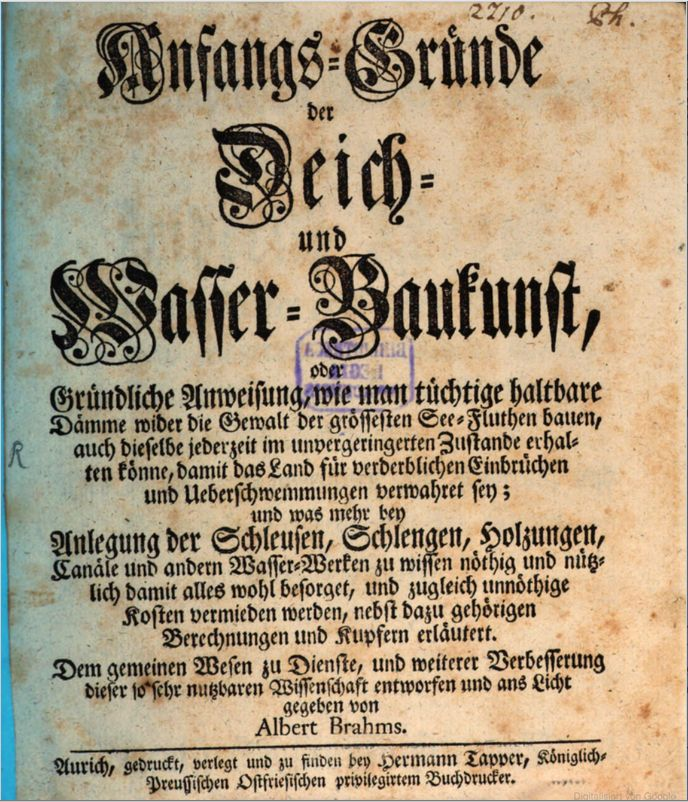
Albert Brahms’ Werk Anfangs-Gründe der Deich- und Wasser-Baukunst

Albert Brahms (* 24. Oktober 1692 in Sanderahm bei Sande, Friesland; † 3. August 1758 in Neu-Oberahmergroden bei Sande) war Landwirt, Deichrichter und bedeutender deutscher Deichbaupionier.
Brahms veröffentlichte 1754 und 1757 das in wesentlichen Grundzügen noch heute gültige zweibändige Werk Anfangsgründe der Deich- und Wasserbaukunst.
Albert Brahms war eigentlich von seinem Vater Harm Brahms als Nachfolger für den väterlichen Bauernhof in Sanderahm ausersehen worden, doch nachdem er sich am 14. Juni 1716 in Sande mit Eyle Catharine Meinen († 1770) verheiratet hatte, übernahm er bis zu seinem Tode die Bewirtschaftung eines eigenen Hofes in Neu-Oberahmergroden. Aus seiner Ehe gingen drei Kinder – ein Sohn und zwei Töchter – hervor, die aber bereits im Säuglings- bzw. Kleinkindalter verstarben.
Schon früh zeigte sich seine Begabung für Mathematik, denn schon während seiner Jugendzeit auf dem väterlichen Hof beschäftigte er sich mit komplexen mathematischen Aufgaben und versuchte durch das Studium der Bücher seines jüngeren Bruders Renke, der vom Vater auf die Lateinschule nach Jever geschickt wurde, sein Allgemeinwissen zu erweitern. Als selbstständiger Landwirt erlebte er nur ein Jahr nach seiner Heirat die verheerende Weihnachtsflut des Jahres 1717, die auch seine Ländereien verwüstete. 1718 wurde er zum Deich- und Sielrichter im Sander Kirchspiel bestellt. Die unzulängliche Beschaffenheit der damaligen Deiche war ihm bereits seit langem bekannt, und er wurde nicht müde, seine Landsleute immer wieder auf die drohende Gefahr bei Vernachlässigung der Deiche hinzuweisen. Unter Leitung des jeverschen Deichgrafs August Garlichs war er an der Erstellung von dessen „Deichband“ (1730) beteiligt. Nachdem er 34 Jahre das Amt des Siel- und Deichrichters ausgeübt hatte, legte er dieses im Jahre 1752 nach vorhergegangenen Zwistigkeiten nieder. In der Folge beschäftigte er sich mit der Niederschrift seiner Erfahrungen und entwickelte technische Gesichtspunkte im Deichbau, die für damalige Zeiten vollkommen neu waren. Für seine großen Verdienste um die Deichsicherheit wurde der „Pionier des Deichbaus“, wie er zu Recht genannt wird, vom damals im Jeverland regierenden Fürstenhaus Anhalt-Zerbst zum „Fürstlichen Geometer“ ernannt.

## Werke
- Anfangs-Gründe der Deich- und Wasser-Baukunst, oder Gründliche Anweisung, wie man tüchtige haltbare Dämme wider die Gewalt der grössesten See-Fluthen bauen, auch dieselbe jederzeit im unvergeringerten Zustande erhalten könne, damit das Land für verderblichen Einbrüchen und Ueberschwemmungen verwahret sey. 2 Bände, Tapper, Aurich 1754 und 1757.
  - Digitalisat des ersten Bandes von 1754
  - Digitalisat der zweiten Auflage des ersten Bandes, 1767
  - Digitalisat des zweiten Bandes von 1757
  - Marschenrat (Hrsg.): Unveränderter Nachdruck der Ausgaben von 1767 und 1773, Verlag Schuster, Leer 1989, ISBN 3-7963-0273-4.